# Gravelyia striatus
Espèce
Gravelyia striatus est une espèce d'araignées mygalomorphes de la famille des Nemesiidae.

## Distribution
Cette espèce est endémique du Bengale-Occidental en Inde,. Elle se rencontre dans le district de Bankura vers Mukutmanipur et Biharinath.

## Description
La carapace de la femelle holotype mesure 4,6 mm de long sur 3,2 mm et l'abdomen 8,0 mm de long sur 4,0 mm.

## Publication originale
- Mirza & Mondal, 2018 : A new genus Gravelyia with two species of the family Nemesiidae (Araneae: Mygalomorphae) from India. Acta Arachnologica, vol. 67, no 1, p. 43-48 (texte intégral).